# Мацумаэ (род)
Род Мацумаэ (яп. 松前氏 Мацумаэ-си) — японский самурайский род периодов Сэнгоку и Эдо, в XV—XIX веках правивший на острове Хоккайдо.

## Ранняя история
Родоначальником рода Мацумаэ считается Такэда Нобухиро (1431—1494), который в середине XV века перебрался из провинции Вакаса на остров Хоккайдо. На южной оконечности острова (полуостров Осима) находились небольшие японские поселения. Такэда Нобухиро возглавил разрозненные силы японцев в борьбе против коренного населения острова — айнов, которые стремились изгнать воинственных пришельцев с их коренных земель. Такэда Нобухиро отличился в подавлении крупного айнского восстания под руководством Косямаина, вспыхнувшего в 1457 году. Вскоре после победы над айнами Нобухиро женился на дочери главы клана Какидзаки и возглавил самурайский род Какидзаки. Он довольно быстро подчинил своей власти остальные самурайские семьи, проживавшие в южной части Хоккайдо. В 1462 году Нобухиро, принявший фамилию Какидзаки, основал крепость Кацуяма, которая стала его резиденцией.

## Период Сэнгоку
В 1514 году Какидзаки Мицухиро (1456—1518), сын и преемник Нобухиро, переселился на территорию нынешнего города Мацумаэ и получил статус предводителя всех японских переселенцев на полуострове Осима. Однако род Какидзаки продолжал признавать свою формальную вассальную зависимость от более могущественного рода Андо (правившего в княжестве Цурагу на острове Хонсю).
Какидзаки Суэхиро (1507—1595), 4-й глава рода Какидзаки (1545—1583), в 1551 году заключил соглашение с айнами о мире и торговле. Он заключил мир с айнскими вождями, раздал им подарки и приобрёл их расположение. Айнские лидеры признали себя вассалами Какидзаки Суэхиро, который оставил за ними право на управлением своим народом, но под контролем княжества. Суэхиро назначил вождей для восточных и западных айнов, переселив их поближе к японским поселениям. Какидзаки Суэхиро приобрёл монопольное право на торговлю с айнами.
В 1583 году пятым главой рода стал Какидзаки Ёсихиро (1548—1616), сын и преемник Суэхиро. В 1587 году Ёсихиро признал свою вассальную зависимость от фактического правителя Японии Тоётоми Хидэёси. Ёсихиро неоднократно удостаивался личной аудиенции Хидэёси и смог добиться его расположения. В 1591 году Какидзаки Ёсихиро подавил мятеж под руководством Огасавара Масадзанэ в княжестве Намбу, оказав услугу Хидэёси. В 1593 году Тоётоми Хидэёси предоставил роду Какидзаки право взимать пошлины со всех судов, прибывавших в гавань Эдзо. Ещё при жизни Тоётоми Хидэёси Ёсихиро сумел расположить к себе Токугава Иэясу, будущего сёгуна, которому удастся окончательно объединить Японию.

## Период Эдо
В 1599 году даймё Какидзаки Ёсихиро во время аудиенции в Осаке взял в качестве новой фамилии название главного поселения в своих владениях — Мацумаэ. В 1604 году новый сёгун Токугава Иэясу своим указом утвердил за родом Мацумаэ право на владение островом Хоккайдо (Эдзо): и не только над японскими переселенцами, но и над айнами, данную ещё до этого предыдущим правителем Тоётоми Хидэёси. В 1606 году Ёсихиро построил замок Мацумаэ, который стал главной резиденцией рода Мацумаэ. Но по своему статусу даймё Мацумаэ не имели права на возведение замка, поэтому официально он именовался «крепость Фукуяма». Токугава Иэясу сохранил за родом Мацумаэ право на монопольную торговлю с айнами.
Князья из дома Мацумаэ играли немаловажную роль как в деле защиты северных рубежей японского государства, так и в продолжении экспансии на Хоккайдо и подчинении воинственных айнов.
В 1616 году новым даймё Мацумаэ-хана стал Мацумаэ Кинхиро (1598—1641), внук и преемник Ёсихиро. В 1623 и 1634 годах Кинхиро участвовал в путешествии сёгунов Хидэтада и Иэмицу из Эдо в Киото. Во время этих путешествий он имел ранг, который соответствовал даймё с доменом в 10 тысяч коку риса.
В 1619 году Мацумаэ Кинхиро уничтожил на побережье вблизи замка Мацумаэ все самурайские укрепления и поселения, возникшие в период «Воюющих провинций». Их обитатели были переселены в образовавшийся при замке Мацумаэ город. Таким образом, род Мацумаэ усиливал контроль за своими вассалами.
В 1641 году после смерти Кинхиро третьим князем Мацумаэ стал его второй сын Удзихиро, который правил семь лет. В 1648 году на княжеский престол вступил 5-летний Такихиро, который скончался в возрасте 22 лет. Ему в 1665 году наследовал старший сын Норихиро. Из-за того, что главами княжества становились юные наследники, уже со времени правления Мацумаэ Удзихиро началась борьба за влияние на молодых князей, которая продолжалась до первой половины правления Норихиро (до 1670-х годов). Власть даймё ослабла, но усилились ближайшие родственники и наиболее крупные вассалы.
В правление Норихиро (1665—1721) и его преемника Кунихиро (1721—1743), которого Норихиро усыновил с согласия бакуфу, в княжестве Мацумаэ были проведены реформы системы налогов и сборов, управления и финансов.
Даймё Мацумаэ и их вассалы беспощадно подавляли айнские восстания на Хоккайдо (1457, 1512—1515, 1525, 1529, 1536, 1643, 1669—1672 и 1789).
В конце XVIII века японцы вошли в соприкосновение с русскими, которые активно осваивали северную часть Тихого океана. Русские землепроходцы появились на Сахалине и Курильских островах, приближаясь к Хоккайдо. Сёгунское правительство считало эти территории своим законным владением.

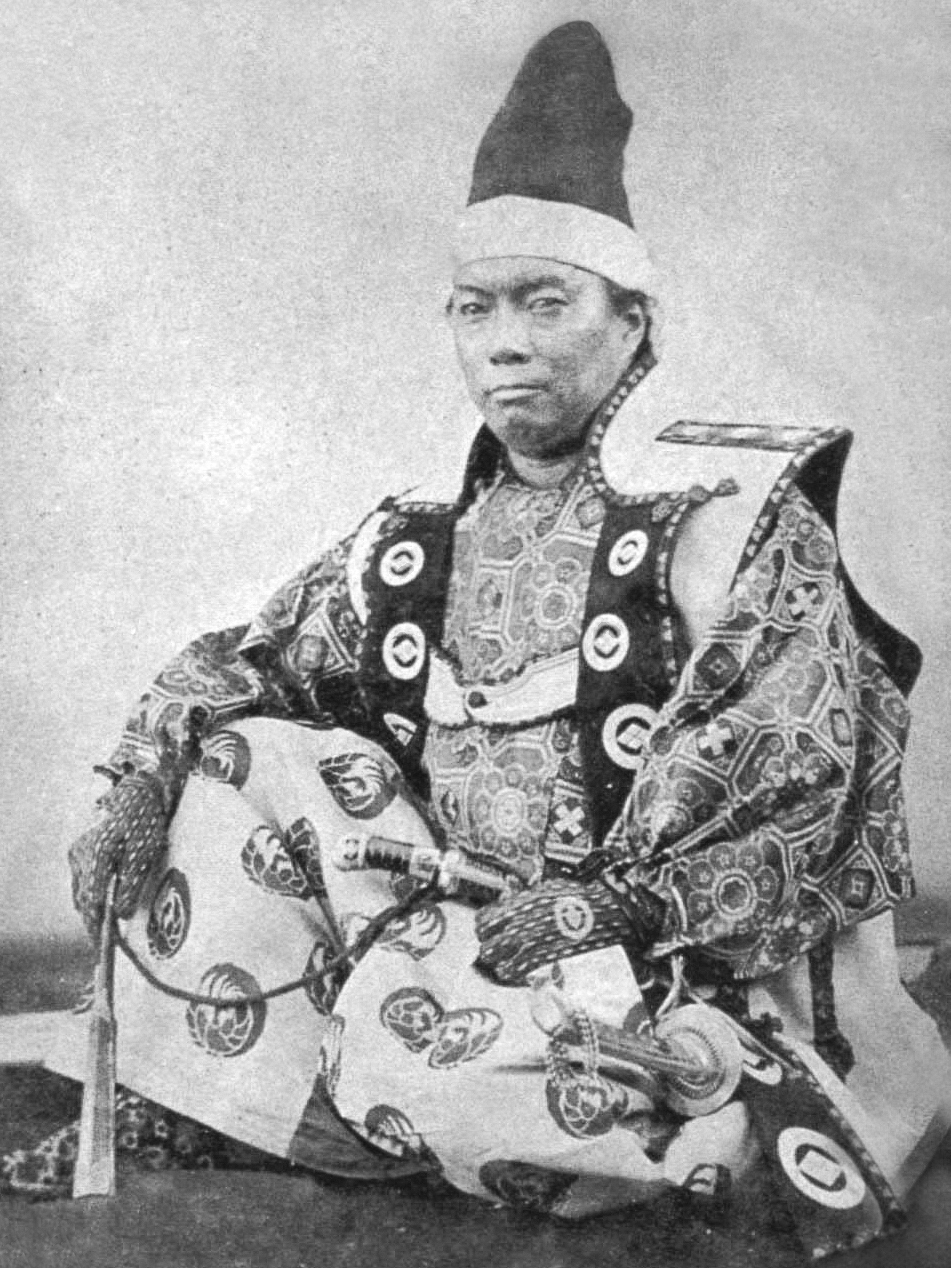
Мацумаэ Такахиро, 12-й правитель Мацумаэ-хана в период Эдо.

В 1799 году по распоряжению сёгуна 9-й даймё Мацумаэ Акихиро вынужден был передать центральному правительству (бакуфу) все свои владения на острове Хоккайдо. Взамен бакуфу выделило роду Мацумаэ владения в провинции Мусаси (5 тыс. коку) вблизи Эдо. В 1802 году сёгунат отобрал у князя Мацумаэ поместье в провинции Мусаси, а семейству была назначена ежегодная пенсия. В 1807 году бакуфу переселило князей Мацумаэ в уезд Датэ в провинции Муцу, где Мацумаэ Акихиро получил во владение домен Янагава-хан. Владения Мацумаэ в провинциях Муцу, Кодзукэ и Хитати приносили им доход в размере 18 626 коку риса.
В 1807 году весь остров Хоккайдо и прилегающие к нему Курильские острова перешёл под прямое управление сёгунского правительства (бакуфу).
В 1821 году даймё Мацумаэ Акихиро получил разрешение от бакуфу вернуться на Хоккайдо, где ему были возвращены его родовые владения. Вернув власть, князь Мацумаэ не стал возрождать систему предоставления своим вассалам права получать дань с территорий. Воспользовавшись своим опытом проживания в Муцу, он взял всю территорию под собственный контроль, отдал места торговли на откуп купцам, а своих вассалов перевёл на систему выплат, аналогичную рисовым стипендиям обычных княжеств. В 1824 году Мацумаэ Акихиро выделил вассалам места под резиденции в соответствии с их статусом. В 1826 году князь Мацумаэ обратился к бакуфу с просьбой присвоить ему рейтинг, превышающий 10 тыс. коку, и официально признать его право на обладание замком. Благодаря «взносу» в 10 тыс. рё, в 1831 году князю был возвращен рейтинг в 10 тыс. коку.
В 1834 году после смерти Акихиро новым князем Мацумаэ стал его внук Ёсихиро (1823—1839), старший сын Мацумаэ Михиро (1805—1827), который правил шесть лет. В 1839 году ему наследовал младший брат Масахиро (1825—1853), правивший в княжестве 10 лет.
В 1849 году 11-й даймё Мацумаэ Масахиро отказался от власти в пользу своего дяди Такахиро (1829—1866), который правил в княжестве в 1849—1865 годах.
По требованию сёгунского правительства (бакуфу) на территории Эдзо были построены укрепления, а на самураев княжества была возложена задача по охране побережья. Была увеличена численность самураев в княжестве Мацумаэ. В 1849 году бакуфу поручило Мацумаэ Такахиро построить замок в своих владениях. В 1854 году он впервые официально получил право на обладание замком.
В 1855 году из-за открытия японских портов для иностранной торговли бакуфу взяло под своё прямое управление территорию Хоккайдо севернее Отобэ (на западе) и к востоку от Киконай (на востоке), оставив княжеству лишь небольшую часть побережья острова. Взамен князю Мацумаэ предоставили земли в провинциях Муцу и Дэва с доходом 30 тыс. коку. Помимо того, даймё должна была выплачиваться ежегодная компенсация в размере 18 тыс. рё.
В 1863 году князь Мацумаэ Такахиро был назначен главой ведомства храмов и святилищ в сёгунском правительстве, но уже в августе его освободили от этой должности. В июле 1864 году он был назначен главой ведомства флота и армии, а в ноябре получил ранг родзю (старшего государственного советника). В 1865 году открытие порта Хёго для международной торговли вызвало недовольство императорского двора в Киото. Ответственность за открытие порта была возложена на Мацумаэ Такахиро и Абэ Масато, которые были уволены в отставку и лишены ранга родзю. В том же 1865 году по приказу бакуфу Такахиро удалился в своё княжество, где передал бразды правления своему племяннику и приёмному сыну Норихиро (1844—1869), который был главой княжества в 1865—1868 годах.
В 1868 году группа самураев княжества во главе с Отаро Судзуки и Тоситиро Симокуни, сторонники императора Мэйдзи, совершили переворот в Мацумаэ. Многие главные вассалы Мацумаэ были подвергнуты различным наказаниям. В том же году 13-й даймё Мацумаэ Норихиро отказался от власти в пользу своего малолетнего сына Нагахиро (1865—1905), который пробыл главой княжества один год.
В 1868—1869 годах в Японии произошла гражданская война между сторонниками последнего сёгуна Токугава Ёсинобу и императора Мэйдзи. В июне 1868 года род Мацумаэ вошёл в оппозиционный Северный союз. Императорская армия одержала ряд побед над войсками сёгуната. Княжества Северного союза сопротивлялись наступлению императорской армии, но потерпели поражение. В октябре 1868 года на Хоккайдо прибыл флот сёгуната под командованием адмирала Эномото Такэаки с остатками войск северных княжеств. В декабре 1868 года на этой территории была провозглашена Республика Эдзо, независимая от Японии. Весной 1869 года императорская армия переправилась на Хоккайдо, одержала ряд побед и вынудила мятежников капитулировать. Остров Хоккайдо был полностью включён в состав Японии.

## Представители рода
- Мацумаэ Ёсихиро (1548—1616), 5-й глава рода Какидзаки (1583—1599), 1-й даймё Мацумаэ-хана (1604—1616), сын и преемник Какидзаки Суэхиро
- Мацумаэ Кинхиро (1598—1641), 2-й даймё Мацумаэ-хана (1616—1641), сын Мацумаэ Морихиро (1571—1608), старшего сына Ёсихиро
- Мацумаэ Акихиро (1775—1833), 9-й даймё Мацумаэ-хана (1792—1799, 1821—1833), даймё Янагава-хана (1807—1821)
- Мацумаэ Такахиро (1829—1866), 12-й даймё Мацумаэ-хана (1849—1865), шестой сын Акихиро
- Мацумаэ Норихиро (1844—1869), 13-й даймё (1865—1868), приёмный сын Такахаро.
- Мацумаэ Нагахиро (1865—1905), 14-й (последний) даймё Мацумаэ-хана (1868—1869), старший сын Норихиро, 14-й глава рода Мацумаэ (1869—1905).